# Inline-Skaterhockey

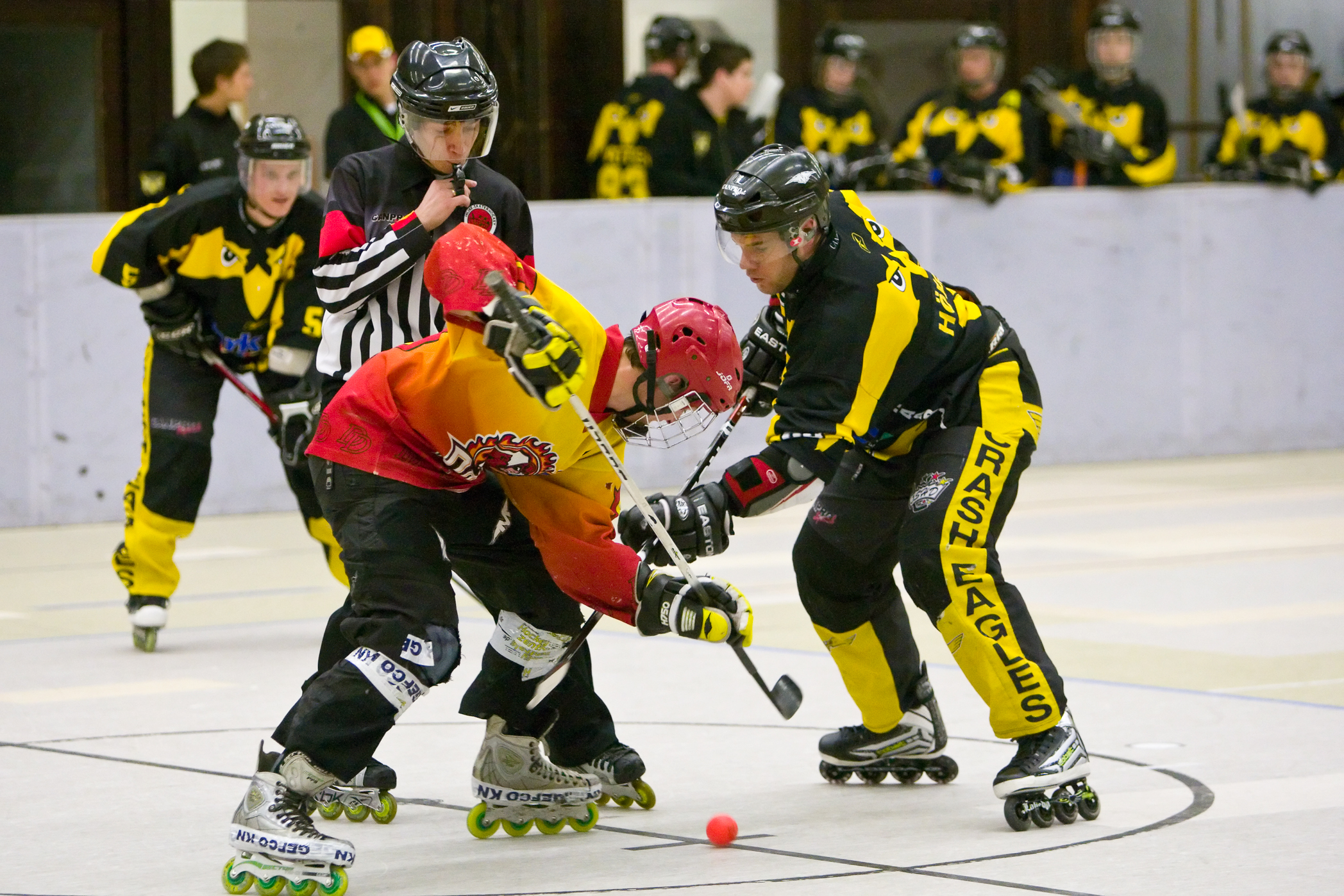
Bully mit orangem Inline-Skaterhockeyball

Inline-Skaterhockey ist eine dem Eishockey und Rollhockey artverwandte Sportart, die zunächst in den USA populär wurde und seit den 1980er Jahren in Deutschland ausgeübt wird. Sie wurde zuerst mit Rollschuhen gespielt und unter den Namen Streethockey und Skaterhockey bekannt, die ersten Inlinespieler traten Mitte der 1990er Jahre auf, woraufhin der Name um das vorangesetzte Inline- ergänzt wurde.

## Spiel

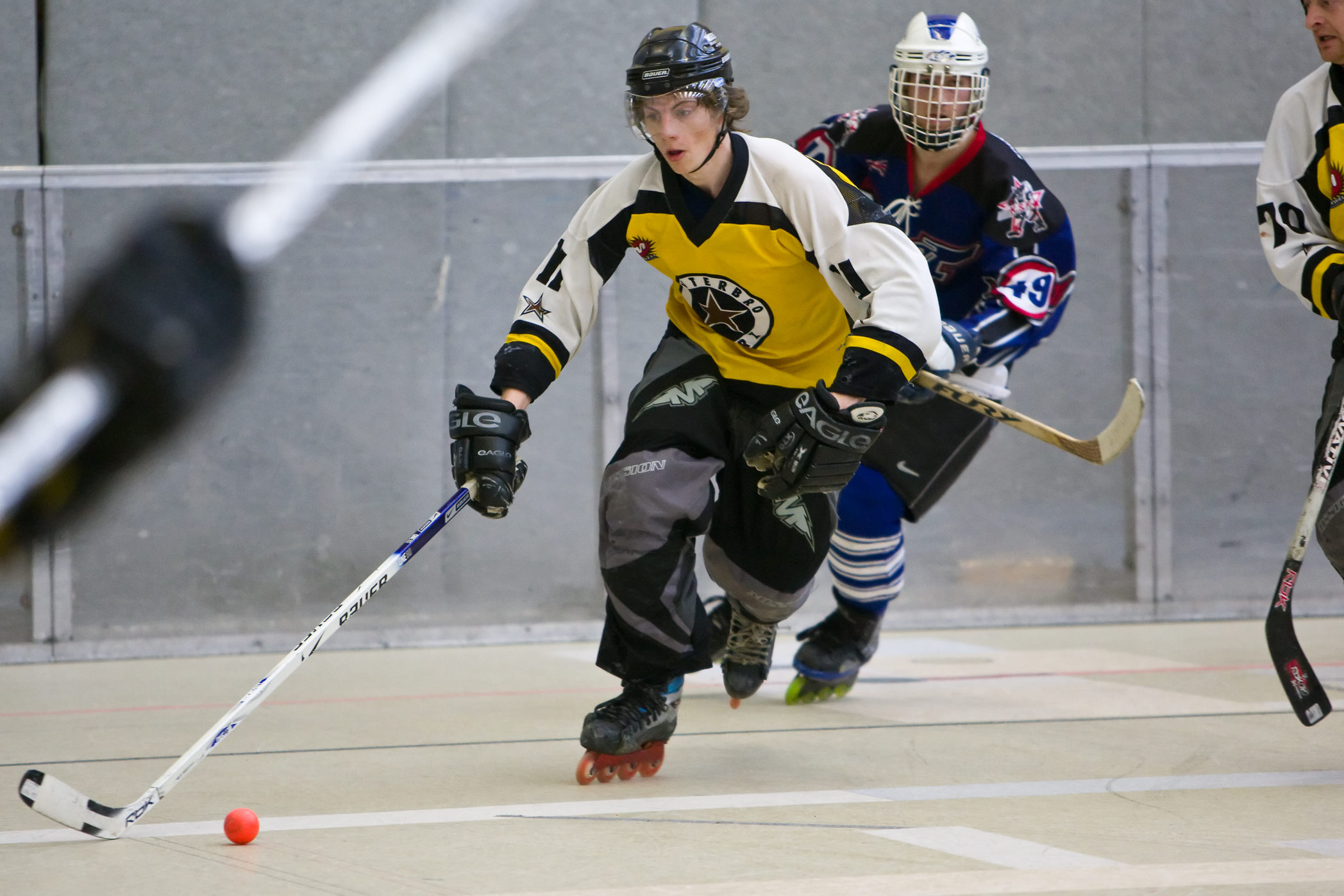
Breaksituation

Dieser Sport wird in einer dem Eishockey ähnlichen Ausrüstung, auf Inlineskates , selten noch auf traditionellen Rollschuhen, mit Eishockeyschlägern und einem speziellen, hohlen, orangen Hartkunststoffball gespielt. Weiterhin gibt es einen weicheren Ball, der ein Spielen auch auf einfachen freien Plätzen (Parkplätze, wenig frequentierte Straßen, Höfe) ermöglicht. Der Ball stellt einen wesentlichen Vorteil zum Inlinehockey dar, welches mit Puck gespielt wird, was in Turnhallen verboten ist. Offizielle Spielstätten für Inline-Skaterhockey sind Dreifachturnhallen mit normalen Flächenschwingböden, abgetaute Eishockeyanlagen und Anlagen mit Kunststoff-, Beton- oder Feinasphaltflächen.
Eine Mannschaft besteht aus mindestens einem Torhüter und vier Feldspielern; in unbegrenztem Wechsel dürfen insgesamt bis 18 Spieler (incl. 2 Torwarte) eingesetzt werden. Ein normales Spiel dauert 3 × 20 Minuten, dazwischen (je nach Wetterlage) 10 bis 20 Minuten Pause. Ein normales Ligaspiel wird von zwei Schiedsrichtern geleitet, zwei Zeitnehmer betreuen die Uhr und Strafbänke. Es gibt Zwei-, Fünf- und Zehn-Minuten-Strafen und den Platzverweis.
Ähnlich wie beim Eishockey gilt ein regelgerechter Körpereinsatz von vorne oder von der Seite, mit am Körper liegendem Arm als „normale Härte“, im Unterschied zum Inlinehockey (welches deshalb auch als „für Einsteiger besser geeignet“ apostrophiert wird). Dies wird im Regelbuch des ISHD extra ausgeführt:
| Inline-Skaterhockey ist ein Sport mit zugelassenem Körpereinsatz und jeder Spieler, der an einem Spiel teilnimmt, macht dies auf eigene Gefahr. Alle Vereine und Mannschaften müssen ihre Spieler vor Spielbeginn ausdrücklich darauf hinweisen. |
Im Inline-Skaterhockey werden nationale und internationale Meisterschaften (unter dem Dach der IISHF) ausgetragen.

### Unterschiede zum Eishockey

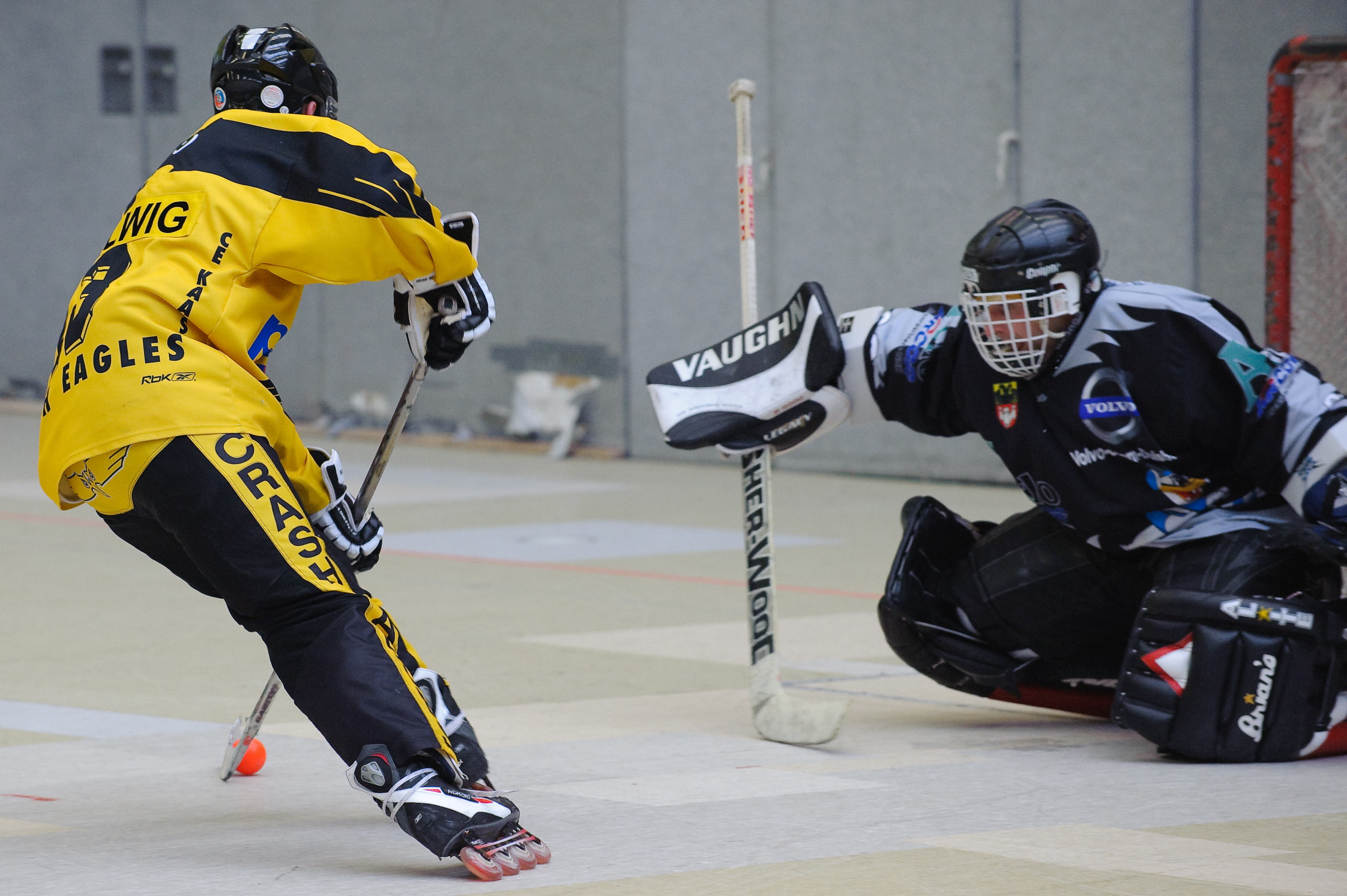
Torsituation

Im Herren-, Damen- und Juniorenbereich wird 3 × 20 Minuten, im Jugend- und Schülerbereich 3 × 15 Minuten und bei den Bambini 3 × 12 Minuten gespielt. Bei den Bambini muss – ähnlich wie beim Eishockey – zusätzlich alle 90 Sekunden ein Blockwechsel erfolgen. In allen Pflichtspielen wird mit gestoppter Spielzeit gespielt, wobei in Pflichtspielen mit Ausnahme der 1. und 2. Herrenbundesliga sowie der 1. Damenbundesliga, sobald eine Mannschaft mit mehr als 10 Toren Unterschied führt, mit laufender Spielzeit gespielt wird, auch wenn sich die Tordifferenz wieder minimieren sollte. Für Turnierspiele können Abweichungen beschlossen werden, diese werden über die jeweilige Turnierordnung geregelt.
Die Anzahl der Feldspieler beim Inline-Skaterhockey ist mit vier Feldspielern ebenso wie beim Inlinehockey, aber geringer als beim Eishockey mit fünf Feldspielern. In der Bambini-Spielklasse (beim Eishockey offiziell Kleinstschüler genannt) beträgt die Mindestteamgröße 8 Feldspieler (2 Blöcke) und ein Torwart (8+1 Regel).
Weitere Unterschiede zum Eishockey sind, dass es keine Abseits- sowie keine Icingregelung gibt. Dafür gibt es einen Freistoß, der unter anderem bei hohem Stock sowie dann, wenn der Torhüter den Ball ohne gegnerische Bedrängnis festhält, ausgespielt wird. Sowohl das Verbot des Ballhaltens als auch die fehlenden Abseits- und Icingregeln beschleunigen den Spielfluss.
Des Weiteren gibt es beim Inline-Skaterhockey eine gelbe und eine rote Karte. Eine gelbe Karte bedeutet für den Spieler eine zehnminütige Disziplinarstrafe. Wie beim Fußball erhält ein Spieler mit seiner zweiten gelben Karte zuzüglich noch die rote Karte und wird des Feldes verwiesen. Bekommt ein Spieler bei einem harten Vergehen gleich die rote Karte, so wird der Spieler für mehrere Spiele gesperrt. Über die Höhe des Strafmaßes entscheidet der Spielausschuss der ISHD.
International gibt es zusätzlich eine schwarze Karte, welche – gegenüber der roten Karte – zu einem Feldverweis nicht nur für ein Spiel, sondern bei einem Turnier (die übliche Ausspielform internationaler Begegnungen) zu einem Spielverbot für alle weiteren Spiele bis zur Festsetzung der konkreten Strafe durch die IISHF führt.

## Deutschland
Unter dem Dach des internationalen Verbandes International Inline Skater Hockey Federation (IISHF) ist der Deutsche Rollsport und Inline-Verband (DRIV) durch seine Sportkommission für Inline-Skaterhockey, die ISHD, organisiert.
Anders als Inlinehockey ist Inline-Skaterhockey traditionell stark auf Nordrhein-Westfalen ausgerichtet. Die Assenheim Patriots wechselten 2008/09 von der IHD-Bundesliga zum ISHD-Spielbetrieb.
Inline-Skaterhockey ist in Deutschland verbreiteter als Inlinehockey, da letzteres aufgrund des Pucks in den meisten Turnhallen nicht ausgeübt werden darf.

## Schweiz
Deutschschweizer Vereine machen im Begriff keinen Unterschied und nennen die Sportart Inline-Skaterhockey ebenfalls Inlinehockey. Der im IISHF organisierte Verband ist der SIHV (Schweizerischer Inline Hockey Verband).

## Österreich
Bis ca. 2008:
Die Liga des Österreichischen Rollsport- & Inlineskateverbandes ist in mehrere Conferences aufgeteilt, wobei die Eastern Conference wiederum in 3 Divisionen aufgeteilt ist.
Ab 2009:
Aufteilung in Bundesliga (Herren/Damen getrennt), Nationalliga und Landesligen (LL Wien/NÖ; LL Burgenland/Stmk; LL Oberösterreich); Ligenbetrieb nun durch die neu gegründete Inline-Skaterhockey Austria (ISHA).
Sitz der ISHA ist in Wien.
2011 bestreiten fünf Teams die österreichische Bundesliga:
Vienna 95ers – WAT XX, Admiral Sportwetten Red Dragons Altenberg, ISV Tigers Stegersbach, IHC Irish Moose Linz und HC Mad Dogs Wiener Neustadt.